# Alexander Terentjewitsch Matwejew

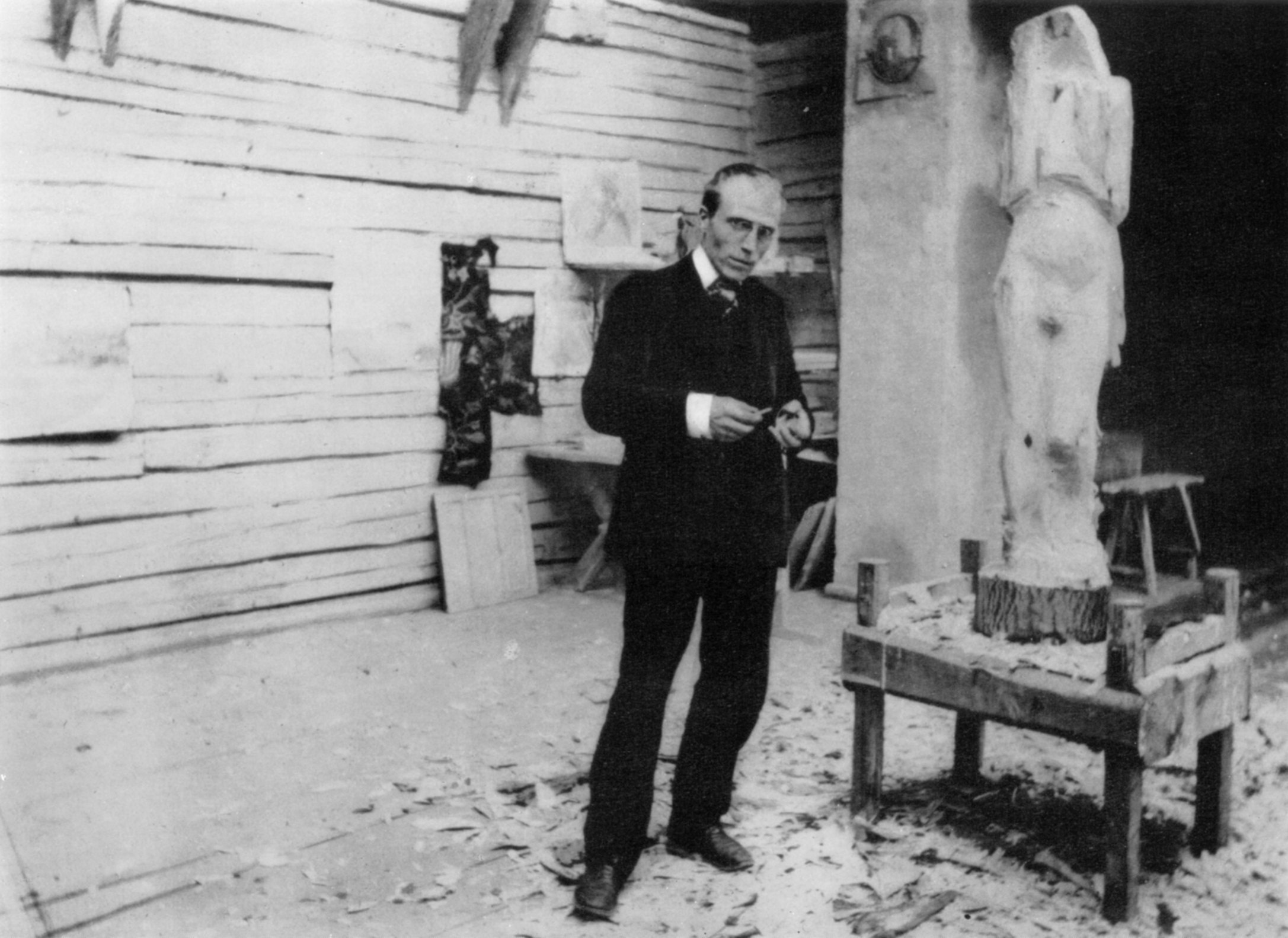
Alexander Terentjewitsch Matwejew (Anfang der 1910er Jahre)

Alexander Terentjewitsch Matwejew (russisch Александр Терентьевич Матвеев; * 13. Augustjul. / 25. August 1878greg. in Saratow; † 22. Oktober 1960 in Moskau) war ein russischer Bildhauer und Hochschullehrer.

## Leben
Nach dem Besuch der städtischen Schule arbeitete Matwejew in der Saratower Stadtverwaltung als Schreiber und Buchhalter (1896–1899). Daneben studierte er an der von Alexei Petrowitsch Bogoljubow gegründeten und 1897 eröffneten Saratower Kunstschule und nahm Unterricht im Atelier der Saratower Gesellschaft der Freunde der Schönen Künste. Dort begann seine Freundschaft mit Pawel Warfolomejewitsch Kusnezow, Kusma Sergejewitsch Petrow-Wodkin, Alexei Jeremejewitsch Karew, Alexander Iwanowitsch Sawinow und Pjotr Sawwitsch Utkin. In der Kunstschule gab er blinden Kindern Modellierungsunterricht.
1899 ging Matwejew nach Moskau und studierte als Gasthörer an der Moskauer Hochschule für Malerei, Bildhauerei und Architektur (MUSchWS) bei Sergei Iwanowitsch Iwanow und bei Paolo Troubetzkoy. 1900 nahm er auf Empfehlung Wiktor Elpidiforowitsch Borissow-Mussatows an der XXIII. Ausstellung der Studenten der MUSchWS teil. 1901 verließ er die Hochschule mit einer Silbermedaille ohne Verteidigung einer Diplomarbeit. Auf der XXIV. Ausstellung der Studenten der MUSchWS 1901 erhielt er einen Geldpreis von Sergei Michailowitsch Tretjakow. Auf der III. Ausstellung der Mir Iskusstwa stellte er eine Keramikskulptur aus.
1901 begann Matwejew in Sawwa Iwanowitsch Mamontows Töpfereiwerk in Abramzewo als Modelleur zu arbeiten. Nach Mamontows Insolvenz verlegte Mamontow die Abramzewoer Töpfereiwerkstatt nach Moskau, die von Michail Alexandrowitsch Wrubel geleitet wurde. Dort schuf Matwejew Porträts von Paolo Troubetzkoy, Fjodor Iwanowitsch Schaljapin, dem  MUSchWS-Direktor A. J. Lwow, der Schauspielerin Tatjana Spiridonowna Ljubatowitsch, Sawwa Mamontow und anderen. 1902–1903 arbeitete Matwejew in St. Petersburg mit an der Ausgestaltung der Ausstellungsräume des Kunstunternehmens Gegenwartskunst neben Albert Nikolajewitsch Benois, Igor Emmanuilowitsch Grabar, Alexander Jakowlewitsch Golowin, Konstantin Alexejewitsch Korowin, J. J. Lansere, Artemi Lawrentjewitsch Ober und Stepan Petrowitsch Jaremitsch. 1903 nahm Matwejew in St. Petersburg an der Ausstellung der Mir Iskusstwa teil. 1905 arbeitete Matwejew in Opischnja im Werk des Kaufmanns und Keramikers Pjotr Kusmitsch Waulin, der Matwejews weiteres Schaffen sehr beeinflusste. In Moskau nahm er an der XII. Ausstellung der Moskauer Künstlergenossenschaft teil.
1906 erhielt Matwejew mit Unterstützung Wassili Dmitrijewitsch Polenows ein Stipendium der J.-D.-Polenowa-Stiftung, mit dem er zur Vervollkommnung seiner Ausbildung nach Paris ging. Dort arbeitete er mit Alissa Jakowlewna Bruschetti, die 1910 den Grafiker Dmitri Issidorowitsch Mitrochin heiratete, und anderen Bildhauern in privaten Ateliers und auch in Paolo Troubetzkoys Atelier. Er nahm an der Pariser Ausstellung russischer Kunst teil. Gleichzeitig wurde eine Skulptur von ihm auf der Berliner Ausstellung russischer Kunst gezeigt und eine weitere auf der Moskauer Kunstausstellung. Er beteiligte sich an Ausstellungen der Symbolisten-Gruppe Blaue Rose 1907 und 1908.
Ab 1907 arbeitete Matwejew in Kikerino (Oblast Leningrad) in der Keramikfabrik von Waulin und O. O. Goldbein mit eigenem Atelier (bis 1912). Daneben fertigte er selbständig Skulpturen aus festen Werkstoffen an (bis 1917). Für die Fassade der Marinekathedrale in Kronstadt schuf er Majolikareliefs. 1908–1912 schmückte er auf der Krim bei Jalta den Park des Landsitzes Kutschuk-Koi des Philologen, Staatsbeamten im Finanzministerium und Wrubel-Bewunderers Jakow Jewgenjewitsch Schukowski mit einem Zyklus allegorischer Skulpturen. 1909 wurden Arbeiten Matwejews im Pariser Salon d’Automne ausgestellt. 1910–1912 schuf er Porträtskulpturen und stellte das Denkmal für Borissow-Mussatow fertig, das 1911 auf dessen Grab in Tarussa aufgestellt wurde. 1911 beteiligte er sich an den Ausstellungen der Mir Iskusstwa (Moskau, St. Petersburg) und der Karo-Bube-Gruppe.
Als das Atelier in Kikerino 1912 der Produktion zugeordnet wurde, lebte und arbeitete Matwejew nun in St. Petersburg. Auf Anregung seines Freundes Wladimir Konstantinowitsch Stanjukowitsch fertigte er zu Alexander Iwanowitsch Herzens 100. Geburtstag eine Herzen-Porträt-Serie an. Für den Landsitz der Gräfin Jelisaweta Andrejewna Woronzowa-Daschkowa in Pargolowo (Wyborger Rajon, St. Petersburg) schuf er Modelle für einen Fries und einen liegenden Löwen (Architekt Stepan Samoilowitsch Kritschinski). Für die Erlöser-Verklärungs-Kirche des Zuckerfabrikanten und Mäzens Pawel Iwanowitsch Charitonenko auf dessen Landsitz Nataljewka bei Charkow, die  nach Alexei Wiktorowitsch Schtschussews Plänen von Alexei Michailowitsch Ruchljadew gebaut und als Ikonenmuseum eingerichtet wurde, übernahmen Matwejew und Sergei Timofejewitsch Konjonkow die skulpturelle Innenausstattung, während das Mosaik auf der Eingangswand nach einer Zeichnung von Nicholas Roerich ausgeführt wurde. 1913 reiste Matwejew nach Italien und besuchte Rom, Neapel und Florenz. 1914 heiratete er Soja Jakowlewna Mostowa (1884–1972). 1914–1916 arbeitete er an Studien für Charitonenkos Grabmal, das nicht realisiert wurde.
Nach der Oktoberrevolution wurde Matwejew sogleich Professor an der Petrograder Zentral-Schule für Technisches Zeichnen (1876 von Baron Alexander von Stieglitz gegründet). Zu seinen Schülern gehörten Kārlis Zāle und Wladimir Jefimowitsch Zigal. Auf Vorschlag des Volkskommissars für Bildungswesen Anatoli Wassiljewitsch Lunatscharski wurde Matwejew in die Kommission für den Schutz der Paläste aufgenommen zusammen mit Alexei Jeremejewitsch Karew, Sergei Wassiljewitsch Tschechonin und Natan Issajewitsch Altman. Von den Bildhauern wurde Matwejew in das vorläufige Komitee zur Gründung der Union der Kunstschaffenden gewählt. Daneben arbeitete er an einem Porträt Stanjukowitschs. 1918 wurde er zum Professor an der Bildhauerei-Fakultät der bisherigen Russischen Kunstakademie gewählt, die nun Staatliche freie Kunstwerkstatt hieß, sowie in den Rat der Zentral-Schule für Technisches Zeichnen. Zu seinen Schülern gehörte Sulamith Anbinder. Er gehörte zum Kunstkollegium bei der Abteilung für darstellende Kunst des  Volkskommissariats für Bildungswesen und wirkte bei der Realisierung des leninschen Plans für Monomentalpropaganda mit. Er errichtete zum ersten Jahrestag der Oktoberrevolution ein Karl-Marx-Denkmal vor dem Smolny-Institut. 1922 bemühte er sich um die Verbesserung der Kunstausbildung. 1923 wurden seine Arbeiten auf der ersten Kunstausstellung in Berlin gezeigt. Er erarbeitete ein Modell eines weiblichen Aktes, der in der Lomonossow-Porzellanmanufaktur in den 1920er und 1930er Jahren in Serie produziert wurde und großen Anklang fand. 1924 erhielt Matwejew auf der 14. Biennale di Venezia ein Ehrendiplom, und in New York City wurde auf der Ausstellung russischer Kunst eine Skulptur Matwejews gezeigt. 1925 gewann er auf der Exposition internationale des Arts Décoratifs et industriels modernes in Paris eine Goldmedaille. Er beteiligte sich an Wettbewerben und regelmäßig an Ausstellungen. 1939 wurde er zum Doktor der Kunstwissenschaft und zum Professor am Lehrstuhl für Bildhauerei ernannt. 1939–1940 schloss er die Arbeit an seinem Selbstporträt ab.
1941 nach Beginn des Deutsch-Sowjetischen Krieges wurde Matwejew mit den Professoren und Studenten der Kunstakademie aus Leningrad nach Moskau und dann nach Samarqand evakuiert. 1942 arbeitete er an einem Projekt für ein Denkmal für Mir ʿAli Schir Nawāʾi. Auf dem Rückweg von Samarqand nach Leningrad kam er zunächst nur bis Sagorsk, wo er 1944 lebte. Er blieb dann in Moskau und lehrte Bildhauerei in den Moskauer und Leningrader Instituten. Walentina Rybalko gehörte zu seinen Leningrader Studenten. Für seine 25-jährige Lehrtätigkeit erhielt er den Orden des Roten Banners der Arbeit. 1945 schuf er ein Porträt Anton Pawlowitsch Tschechows und ein Modell für dessen Denkmal. 1946 erhielt er die Medaille „Für heldenmütige Arbeit im Großen Vaterländischen Krieg 1941–1945“ und wirkte an dem Projekt für ein Lermontow-Denkmal mit, indem er ein Porträt erstellte und zwei Varianten für das Denkmal vorschlug.
1948 wurde Matwejew von den führenden Vertretern des Sozialistischen Realismus Jewgeni Wiktorowitsch Wutschetitsch und Sair Asgur heftig kritisiert wie auch Pawel Kusnezow, Wladimir Andrejewitsch Faworski und viele andere. 1948–1960 arbeitete Matwejew weiter an Puschkin- und Leninskulpturen. 1956 wurden Arbeiten Matwejews auf der 28. Biennale di Venezia ausgestellt. 1960 war er Delegierter auf der ersten Tagung der Union der Künstler der RSFSR in Moskau.
Matwejew wurde auf dem Moskauer Nowodewitschi-Friedhof begraben.

## Werke

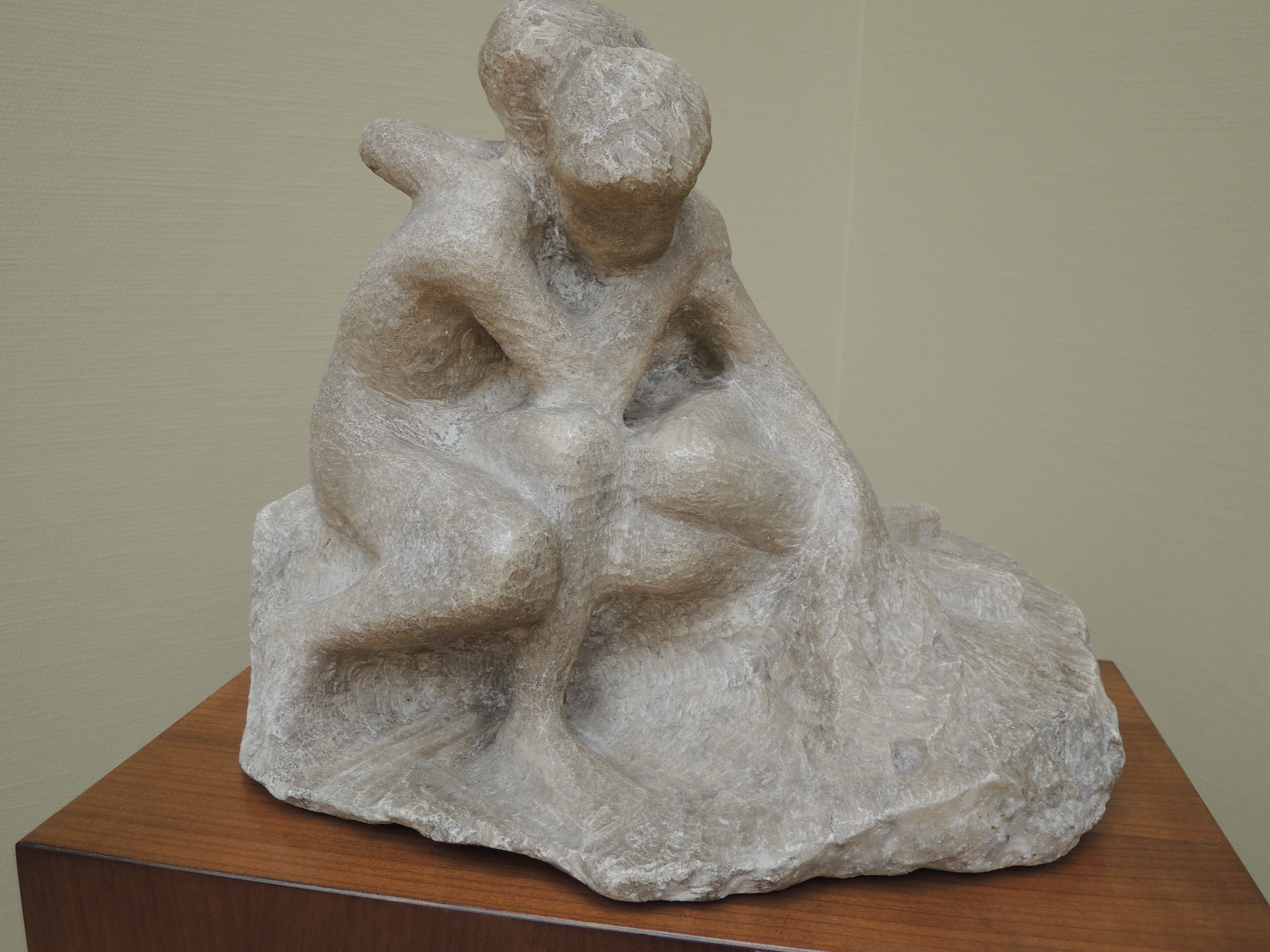
Beruhigung, Tretjakow-Galerie (1905)
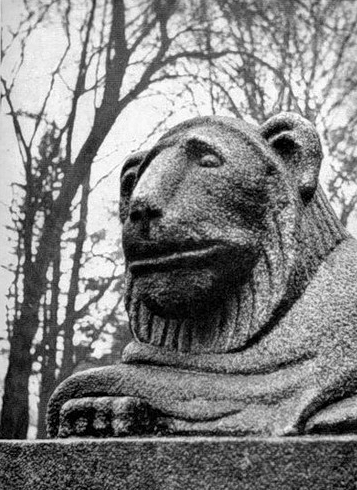
Löwe, Pargolowo (1912)
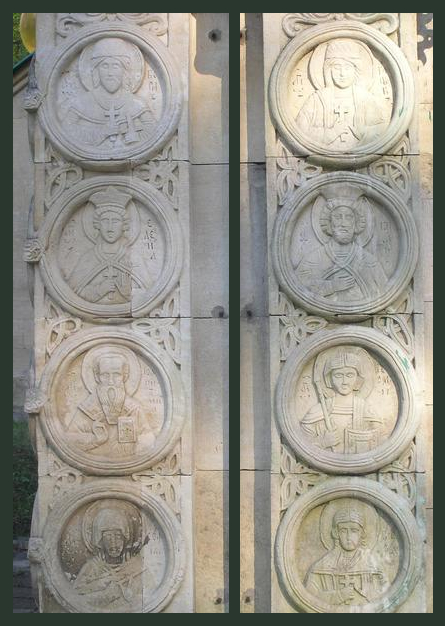
Basrelief-Medaillons an Charitonenkos Erlöser-Verklärungs-Kirche, Nataljewka (1912)